# Liste der italienischen Botschafter in Brasilien
Die Liste umfasst die italienischen Diplomaten, die in Brasilien als Gesandter oder Botschafter akkreditiert waren.

## Amtsinhaber (unvollständig)
| Beginn der Amtszeit | Ende der Amtszeit | Amtsinhaber                                 | Anmerkung                                                   |
| ------------------- | ----------------- | ------------------------------------------- | ----------------------------------------------------------- |
| 1862                | 1870              | Alessandro Fè d’Ostiani                     | 1862 Geschäftsträger, 1864 Ministerresident, 1867 Gesandter |
| 1877                | 1879              | Alessandro Fè d’Ostiani                     | Gesandter                                                   |
| 1888                | 1893              | Alessandro Riva                             | Gesandter                                                   |
| 1894                | 1898              | Renato De Martino                           | Gesandter                                                   |
| 1918                | 1922              | Alessandro De Bosdari                       | Botschafter                                                 |
| 1925                | 1927              | Giulio Cesare Montagna                      | Botschafter                                                 |
| 1927                | 1930              | Bernardo Attolico                           |                                                             |
| 1930                | 1932              | Vittorio Cerruti                            |                                                             |
| 1932                |                   | Roberto Cantalupo                           |                                                             |
| 1938                |                   | Vincenzo Lojacono                           |                                                             |
| 1955                |                   | Francesco Babuscio Rizzo                    | Botschafter                                                 |
| 1964                | 1969              | Eugenio Prato                               | Botschafter                                                 |
| 1969                | 1970              | Alessandro Tassoni Estense di Castelvecchio | Botschafter                                                 |
| 1986                | 1990              | Antonio Ciarrapico                          | Botschafter                                                 |
| 1990                | 1994              | Paolo Tarony                                | Botschafter                                                 |
| 1997                | 2000              | Michelangelo Jacobucci                      | Botschafter                                                 |
| 2000                | 2002              | Vincenzo Petrone                            | Botschafter                                                 |
| 2004                | 2009              | Michele Valensise                           | Botschafter                                                 |
| 2009                | 2013              | Gherardo La Francesca                       | Botschafter                                                 |
| 2013                | 2016              | Raffaele Trombetta                          | Botschafter                                                 |
| 2016                | 2020              | Antonio Bernardini                          | Botschafter                                                 |
| 2020                |                   | Francesco Azzarello                         | Botschafter                                                 |